# Georg Cassander
Georg Cassander (født 24. august 1513 i Pitthem ved Brügge, død 3. februar 1566 i Köln) var en romerskkatolsk fredsteolog.
Cassander var lærer i teologi og kanonisk ret i Brügge og Gent, men trak sig tilbage til Köln for helt at vie sig til studiet af stridspunkterne mellem Romerkirken og protestanterne for muligvis at finde en udvej af dem. 1561 fremsatte han sine tanker herom i et skrift, hvorpå svaret var et heftigt angreb af Calvin og Beza. På kejser Ferdinand I’s opfordring skrev han 1564 et skrift, hvis grundtanke er, at man for at opnå enhed må vende tilbage til det apostolske symbol og til kirkefædrenes overensstemmende lære, troen maa være den samme, meninger og ritus kan være forskellige, når kærligheden ikke lider derunder; protestanterne indrømmes ret til at nyde nadveren under begge skikkelser og til præsteægteskab. Cassanders forslag fik naturligvis kun teoretisk betydning. Protestanterne ville ikke nøjes med hans indrømmelser, og Romerkirken satte 1616 hans skrift på Index og fortalte, at han selv havde forkastet dem på sit dødsleje. Cassanders samlede skrifter udkom i Paris 1616.